# Edzná
Edzná (pronuncia spagnola americana [eðzˈna]) è un sito archeologico maya situato nello Stato messicano di Campeche.
La costruzione più importante della zona è il tempio principale. Costruito su una piattaforma alta 40 metri, permette di avere una visione ampia dell'ambiente circostante. Edzná era già abitata nel 400 a.C. e venne abbandonata nel 1500. Nel periodo tardo classico Edzná faceva parte della polis di Calakmul.
Il sito è aperto alle visite turistiche.

## Galleria d'immagini

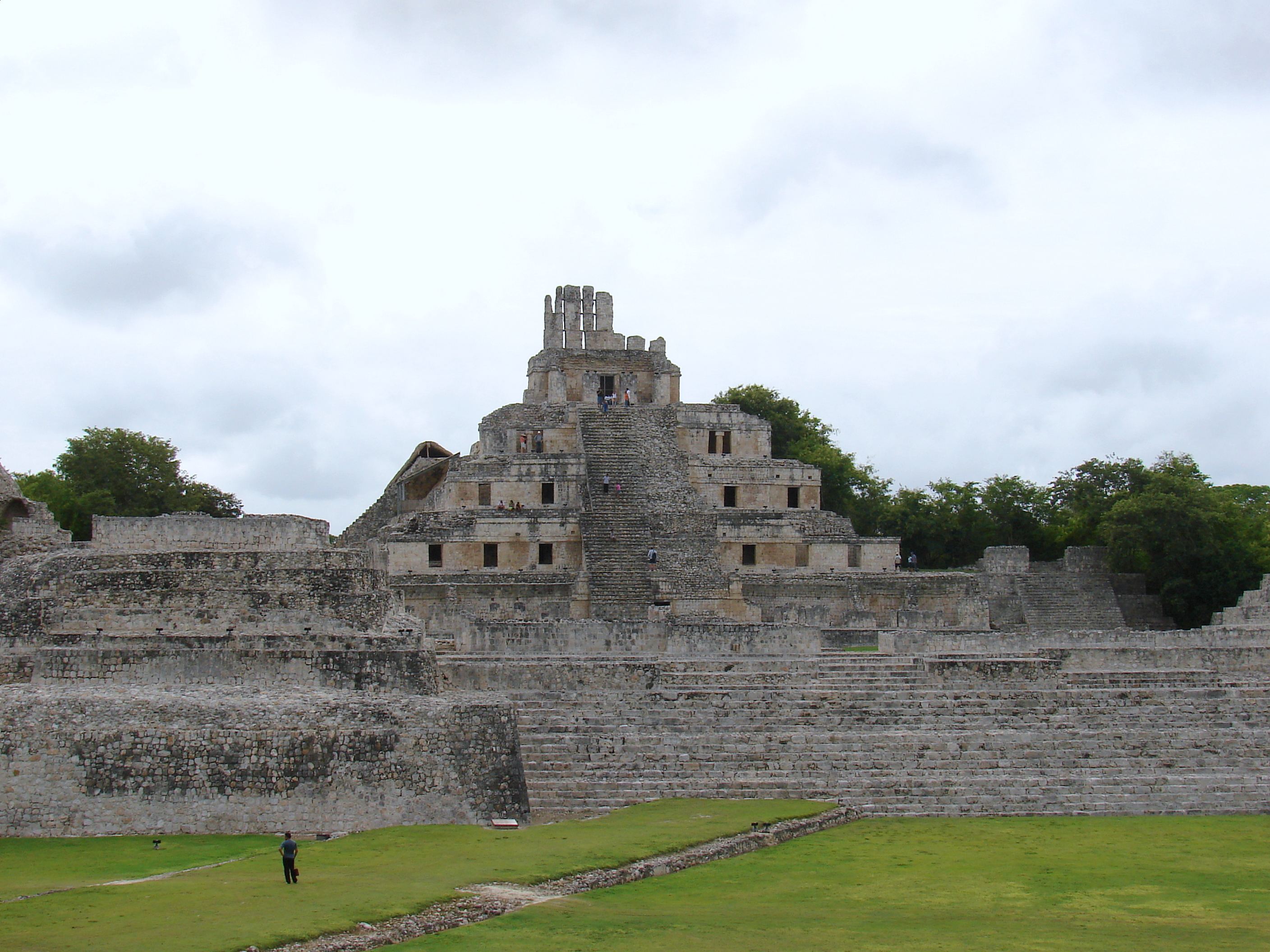
Panoramica di Edzná
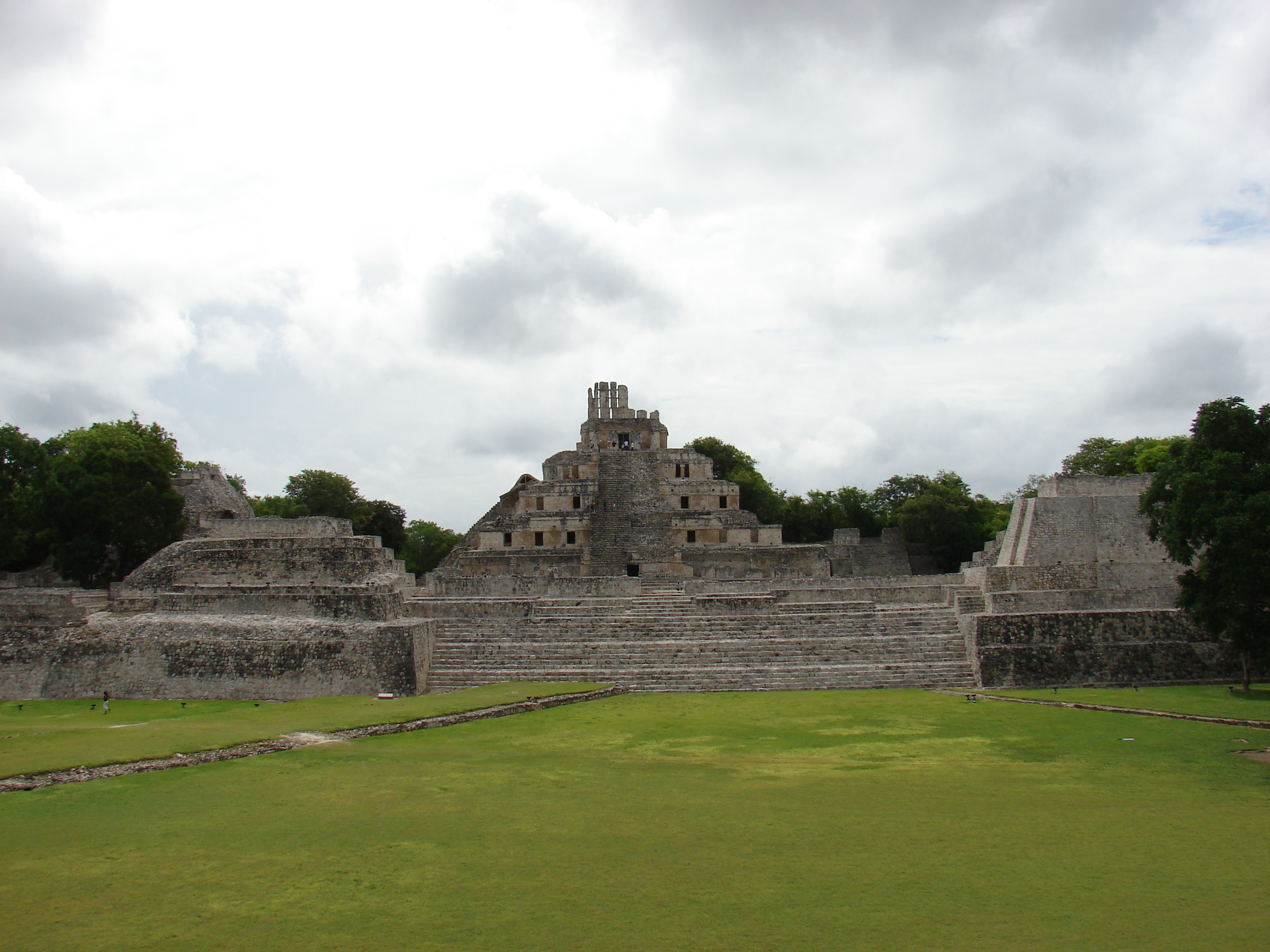
Piazza centrale di Edzná
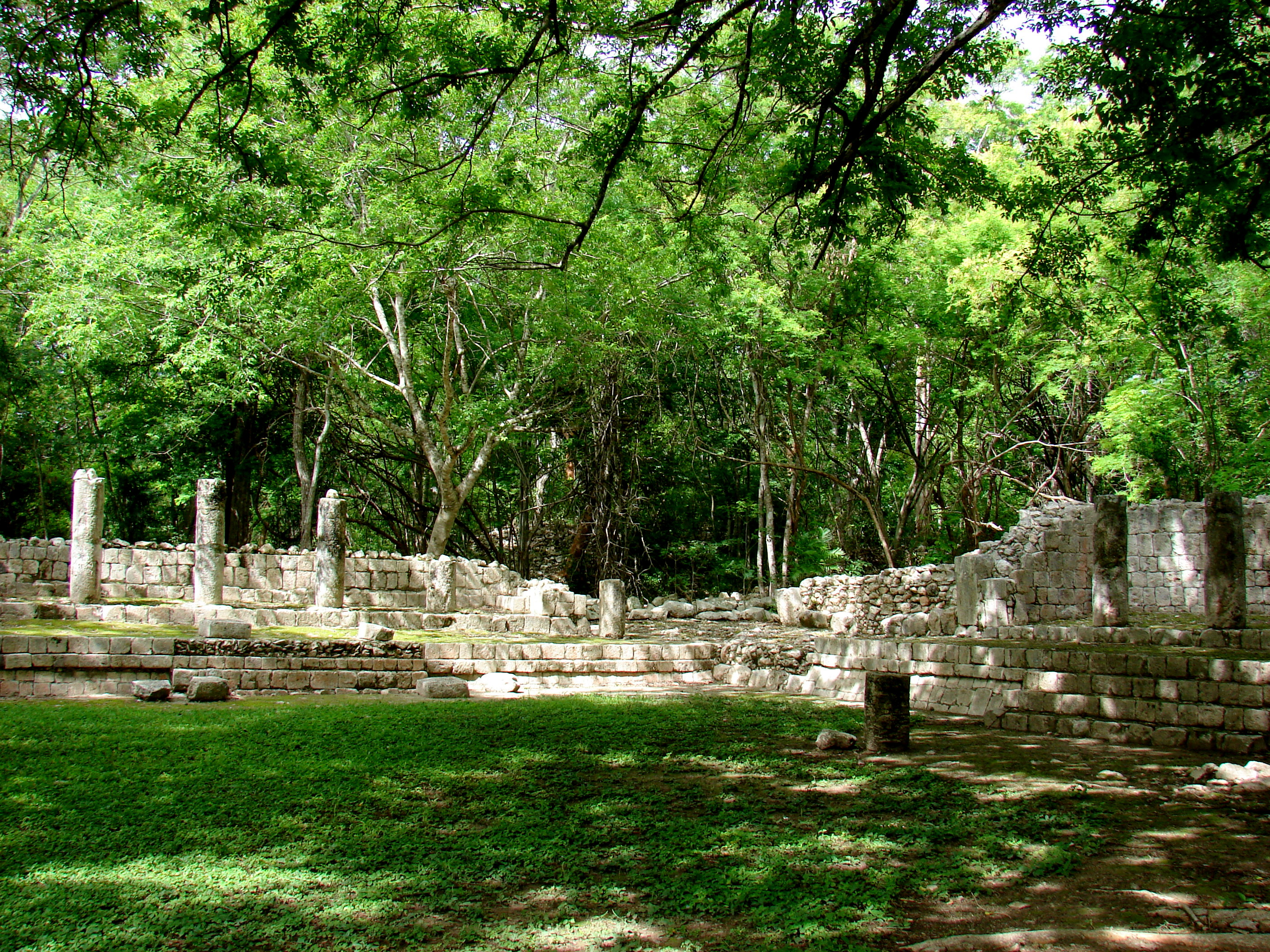
Alrededores de Edzná
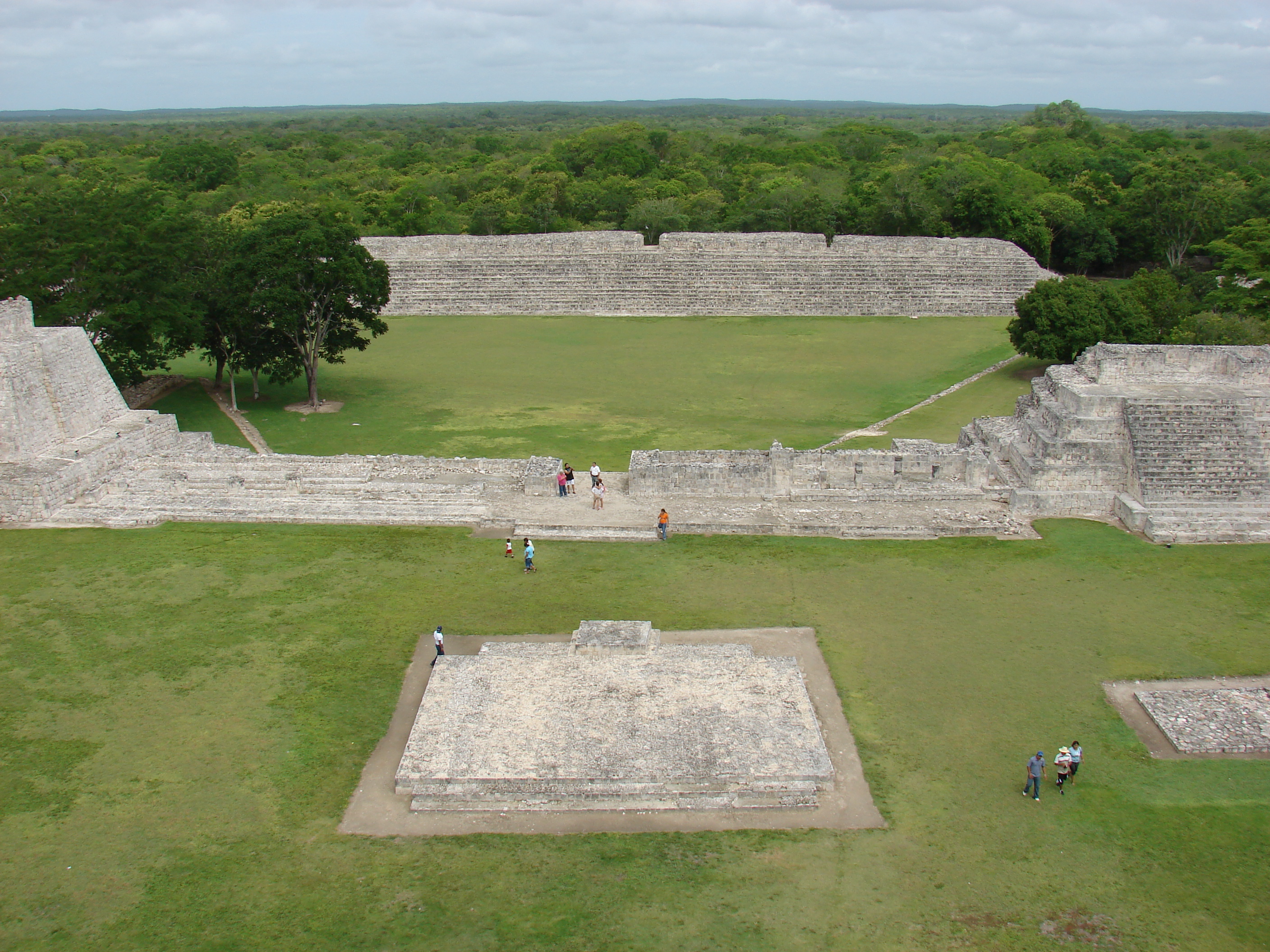
Piazza centrale di Edzna, vista dalla Piramide di los Cinco Pisos
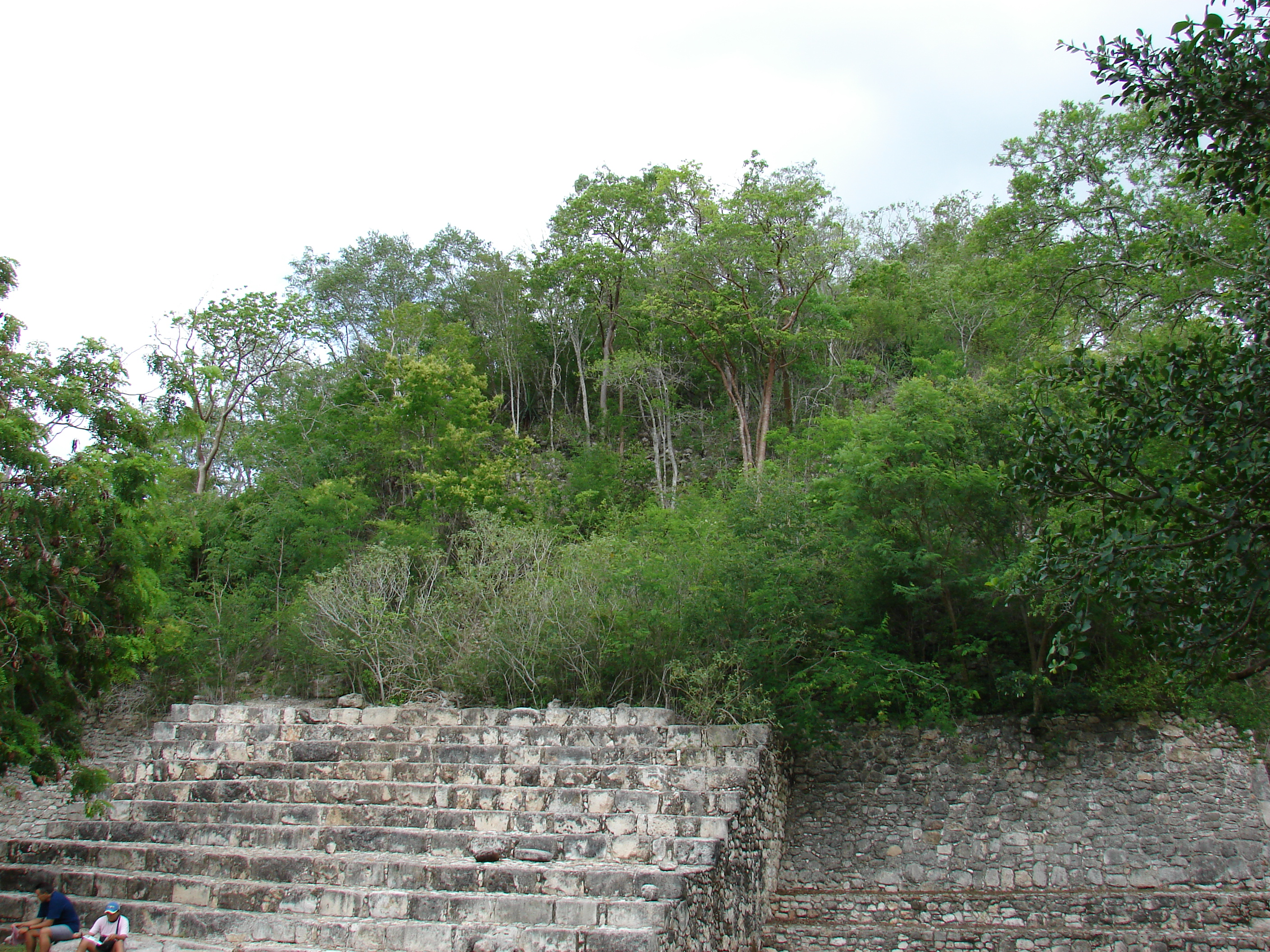
La casa di la Bruja, parcialmente excarvada
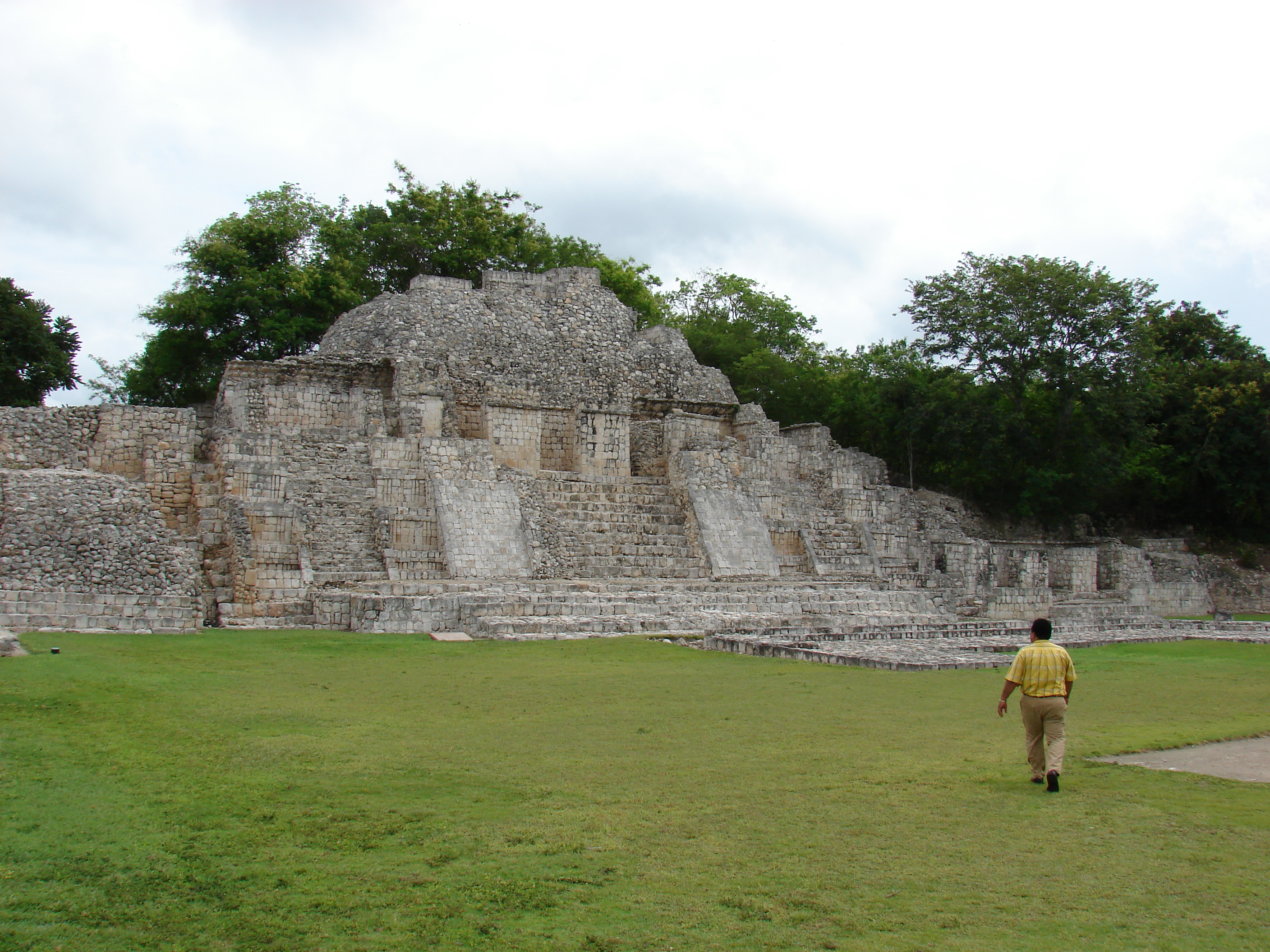
Il Tempio Norte
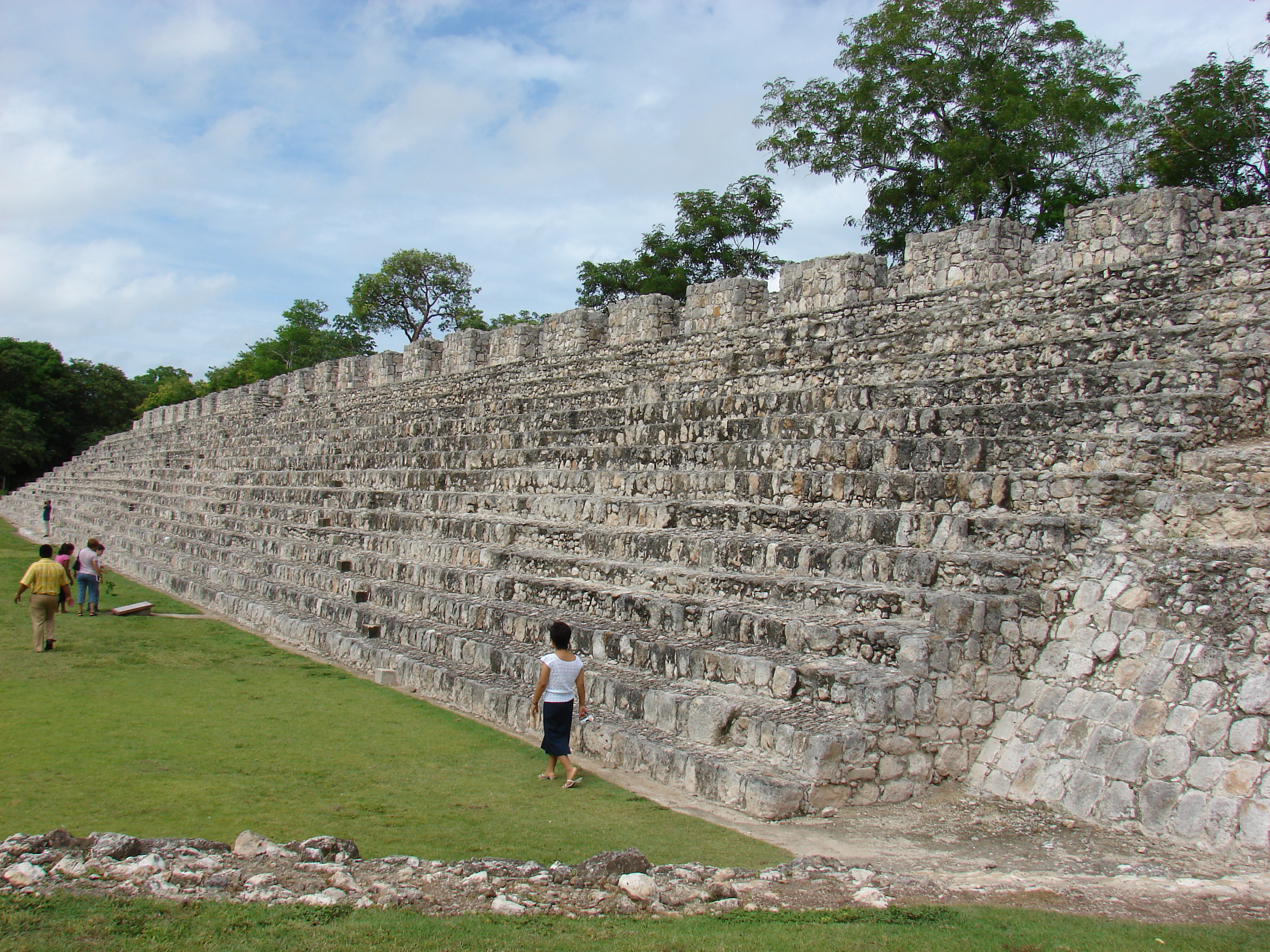
Acropoli di Edzná
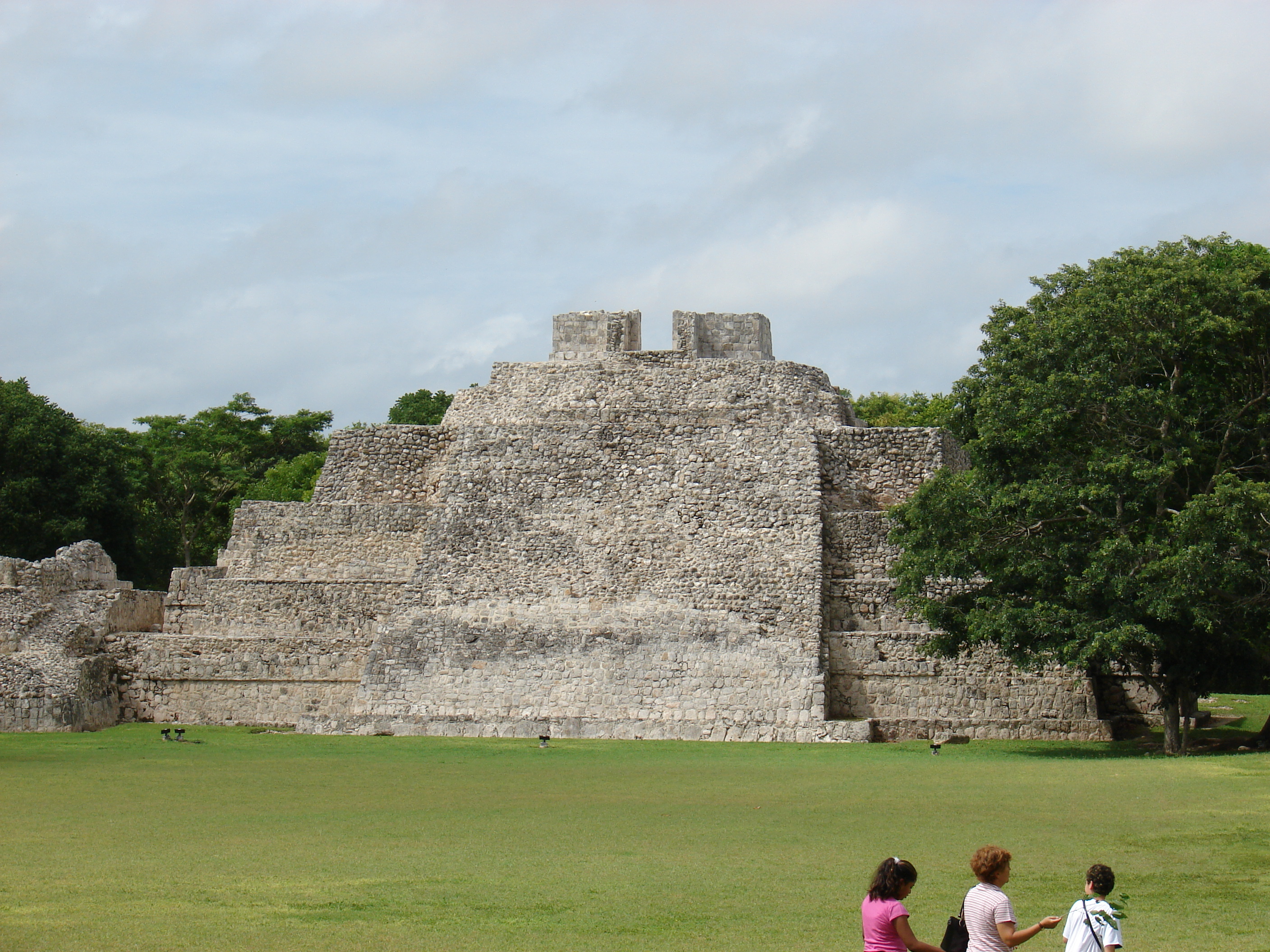
Pequeña Acrópolis
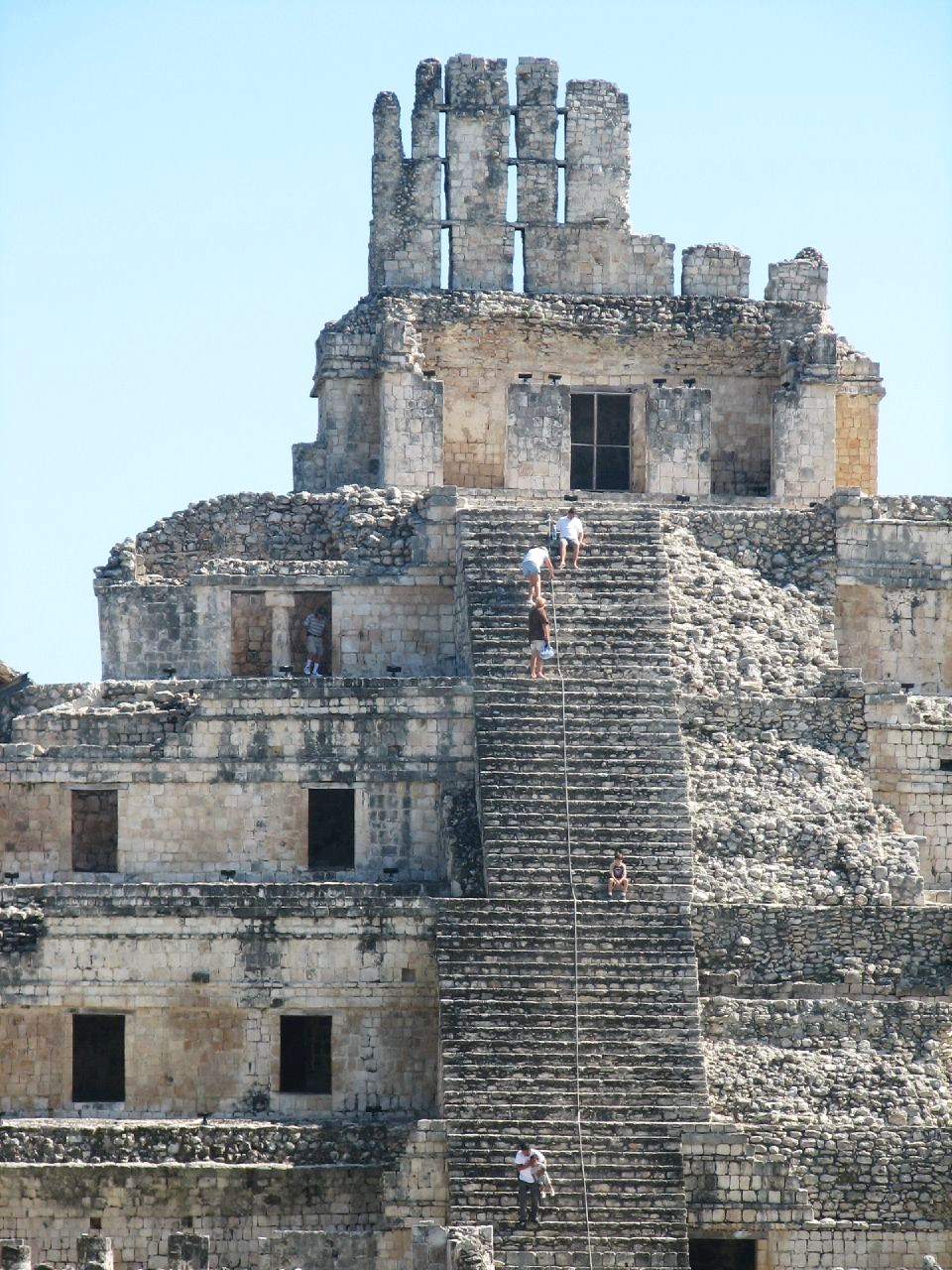
ll tempio